# Cave (chanson)
Pour les articles homonymes, voir Cave.
Singles de Muse
Uno
(1999) Muscle Museum
(1999)
Pistes de Showbiz
Falling Down
(4) Showbiz
(6)
Cave est une chanson du groupe Muse parue en 1999. Il s'agit du 2e single du groupe et second extrait de l'album Showbiz. Il atteint au plus haut la 52e place dans les charts, devançant de 21 places le précédent extrait de l'album, Uno.
C'est une des premières chansons du groupe à être enregistrée (sur l'EP Muse EP en 1997), bien que les premières versions diffèrent de celle du single actuel.

## Autour du morceau
« L'idée de "Cave" m'est venue de ce stupide bouquin américain; "Les Hommes viennent de Mars, les Femmes viennent de Venus", raconte Matthew Bellamy, principal compositeur du groupe. Il y avait un passage qui expliquait que les hommes descendaient dans leur cave quand ils étaient stressés ce qui, à mon sens, me semble vrai, bien que je ne sois pas coutumier du fait ».
La chanson aurait été écrite en 1996 ou en 1997.
Une version live de Cave enregistrée au Le Zénith Paris - La Villette est présente dans le DVD de l'album Hullabaloo Soundtrack. Une démo de Cave a été publiée en 2019 sur la box-set Origin of Muse.

Cave a été beaucoup jouée lors de la tournée de l'album Showbiz et aussi pendant la partie 2001 de la tournée de l'album Origin of Symmetry avant d'être totalement abandonnée lors de la partie 2002 comme beaucoup de titres de Showbiz. Il a été joué la dernière fois à la guitare le 28 novembre 2001 à Tokyo.

Cave n'a pas été jouée lors des tournées Absolution (album) et de Black Holes and Revelations avant d'être reprise lors de la tournée The Resistance lors d'un concert à Teignmouth le 4 septembre 2009 avant d'être encore abandonnée et jamais reprise le 17 juillet 2010 au Positivus Festival en Latvia. Cave est l'une des seules chansons de Muse (groupe) à jamais avoir eu de clip avec la chanson Map of the Problematique.
Une performance datant de 2000, au "Melbourne ABC Studio", débuta sur une présentation énigmatique de Matthew indiquant que « cette chanson [...] est à propos d'un vieil ami que j'ai eu ... qui n'est plus mon ami ».

## Formats et pistes
| 1. | Cave                       | 4 min 48 s |
| 2. | Cave (Instrumental Remixé) | 5 min 08 s |

| 1. | Cave                   | 4 min 48 s |
| 2. | Twin                   | 3 min 17 s |
| 3. | Cave (Version Remixée) | 5 min 07 s |

| 1. | Cave | 4 min 48 s |
| 2. | Host | 4 min 19 s |
| 3. | Coma | 3 min 35 s |

| 1. | Cave                   | 3 min 07 s |
| 2. | Host                   | 4 min 17 s |
| 3. | Twin                   | 3 min 28 s |
| 4. | Coma                   | 3 min 35 s |
| 5. | Cave (Version Remixée) | 5 min 07 s |

EP iTunes 
| No | Titre                     | Durée |
| -- | ------------------------- | ----- |
| 1. | Cave                      | 4:48  |
| 2. | Cave (Remix)              | 5:07  |
| 3. | Cave (Instrumental Remix) | 5:07  |
| 4. | Twin                      | 3:17  |
| 5. | Host                      | 4:17  |
| 6. | Coma                      | 3:35  |

| 1. | Cave (Version Radio)                                                 | 3 min 07 s |
| 2. | Muscle Museum (version live au "Morning Becomes Eclectic", 03/08/99) | 4 min 46 s |
| 3. | Unintended (version live au "Morning Becomes Eclectic", 03/08/99)    | 4 min 09 s |
| 4. | Coma                                                                 | 3 min 35 s |
| 5. | Cave (Version Remixée)                                               | 5 min 07 s |